# ハックルベリー

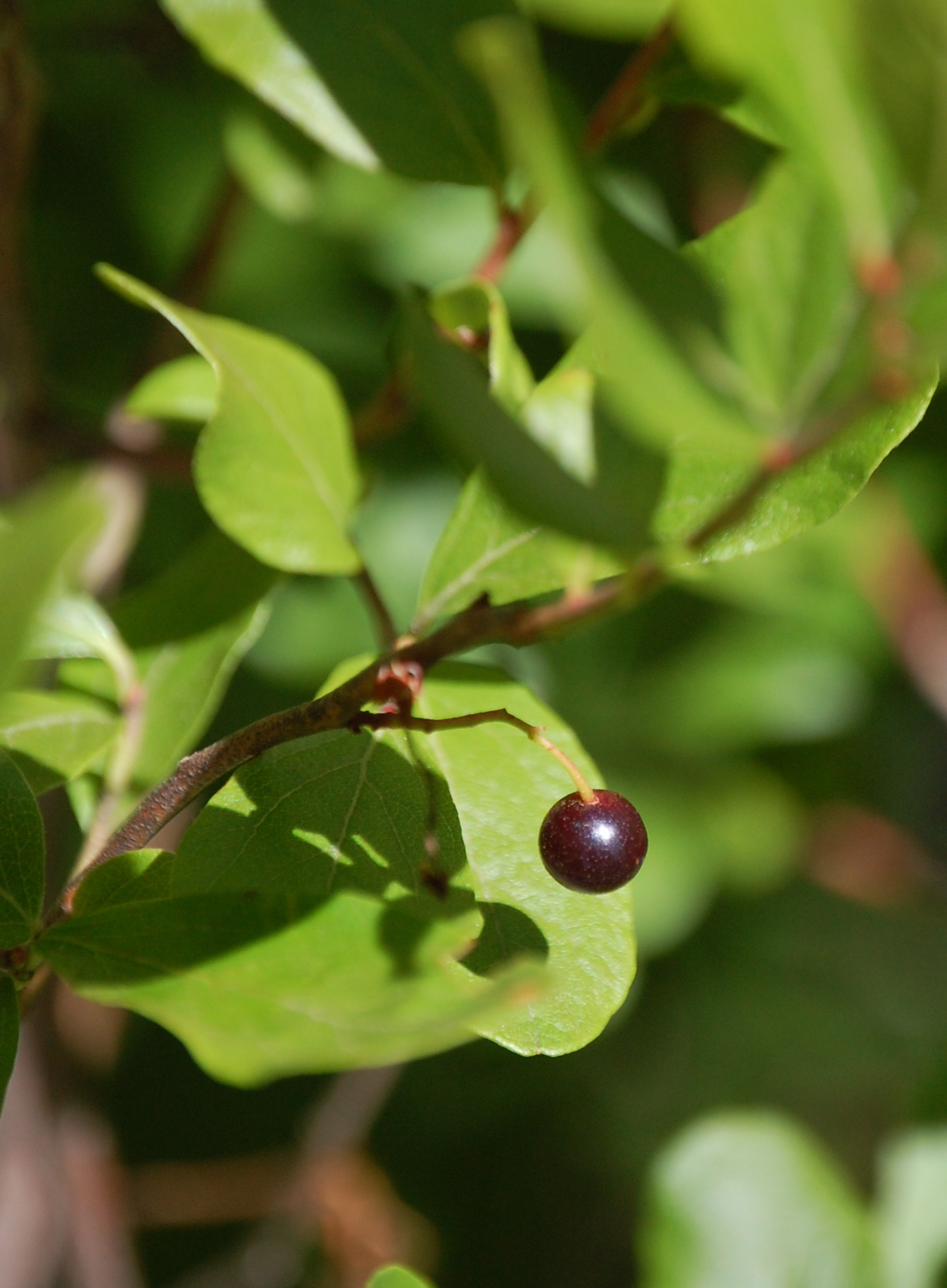
'Black Huckleberry'と呼ばれる 。

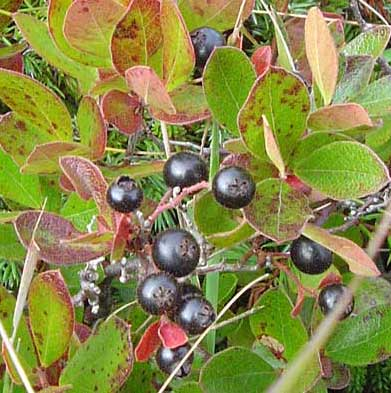
'Bog Huckleberry'と呼ばれる 。

ハックルベリー (英: huckleberry) は、北米に生えている、ツツジ科の近縁な2つの属であるスノキ属 (Vaccinium)、およびGaylussacia属の数種の植物に対して使われる総称である。

## 名称
「Bilberry（ビルベリー）」は、セイヨウスノキ (Vaccinium myrtillus) の果実の英語における通称であるが、これは、「hurtleberry（ハートルベリー）」 あるいは 「whortleberry（ウォートルベリー）」 などと様々な方言を持つ。「Huckleberry」という名前は、その方言の北米における1つのバリエーションである。 オックスフォード英語辞典によれば、この言葉の初出記録は1670年とされる。この名前は、北米において、赤や黒や青の小さな漿果をつける各種の植物に対して用いられた。この名前は多様なGaylussacia属の種と、red huckleberry (Vaccinium parvifolium) のようなスノキ属のある種に対する共通の名前であり、また、地域によってはブルーベリーとも呼ばれる他のスノキ属にも適用される。

## 分類

### Gaylussacia属
Gaylussacia属のハックルベリー4種は北米東部で一般的である。特にGaylussacia baccataはブラックハックルベリーとしても知られる。

### スノキ属
中部カリフォルニアの沿岸部からワシントン州南部、およびブリティッシュコロンビアにかけては、海洋性気候帯の植物群落において、red huckleberry (Vaccinium parvifolium) が見出される。太平洋岸北西部、およびモンタナ州、アイダホ州の山地では、このハックルベリーに加え、Vaccinium huckleberry (Vaccinium membranaceum) および blue (Cascade) huckleberry (Vaccinium deliciosum) などのいくつかの種が、標高3,400 m程度の中央山地、山の斜面、森林、流域湖などの多様な環境に成育している。この植物は、湿った酸性の火山性土壌においてもっともよく成長する。最適な条件のもとで高さは1.5–2 m (4.9–6.6 ft)に達し、通常は夏の半ばから終わり頃、高地ではさらに遅く熟成する。
気候の良い地域では、V. membranaceum、V. parvifolium、V. deliciosumなどある種のハックルベリーは鑑賞用として栽培される。
なお「ガーデンハックルベリー」と呼ばれるものはナス科の一種Solanum scabrumのことであり、真のハックルベリーではない。

## 用途

### 食用
ハックルベリーと呼ばれる多様な種の果実は一般的に食用になり、多目的に利用される。この果実は直径5-10 mm程度で、丸く大きめで色が濃いブルーベリーのように見える。甘いものから酸っぱいものまで味の巾があり、ブルーベリーに似た芳香を持ち、特に青から紫の多彩な色合いも持つ。しかしハックルベリーの多くの種は、ブルーベリーとは異なる顕著な酸味を持ち、あるものは顕著に大きい種子を持つ。ハックルベリーはクマ、鳥、シカ、ヒトなどを含む多くの動物に食べられる。
ハックルベリーは多様な料理に利用できる。よく用いられるのは、ジュース、スープ、茶、シロップ、ジャム、プディング、キャンディー、パイ、マフィン、パンケーキ、サラダドレッシングなどである。
大抵の（ブルーベリーを用いる）レシピで、ブルーベリーをハックルベリーに置き換えることができる:20。一部のレシピで、野生のハックルベリーを用いたことでその香りが強すぎると感じられるような場合は、ハックルベリーとブルーベリーを半々に混ぜて作ればよい:20。

### 先住民による利用
ハックルベリーは、太平洋沿岸地域やブリティッシュコロンビアやモンタナに住むアメリカ先住民およびファースト・ネーションの人々によって、食用や伝統医薬として利用するために収集されてきた。伝統医薬（薬用植物）としては、心臓病、関節炎、リウマチなどに適用される。

## アメリカ文化の中のハックルベリー
ハックルベリーはアイダホ州の「州の果物」である。

### 俗語
「ハックルベリー」という言葉は、その漿果の小粒さから、小さいものを（しばしばムーン・リバーの詩におけるように親しみも込めて）指し示す方法として、古いアメリカ英語のスラングに使われた。また「取るに足らない人物」、あるいは、少しばかりの軽蔑または親しみを込めた意味で「ばかなやつ」という意味合いもあった。
「A huckleberry over[above] my persimmon」という言い回しは「私の能力を上回る」という意味で使われた。また 「I'm your huckleberry」 は、自分が与えられた仕事に対してちょうど適任であることを言う方法である。 19世紀には、「ハックルベリー」というスラングの意味する範囲はかなり広範になり、重要な人物や優れた人物もまた示すようになった。